# 장딴지빗근
장딴지빗근(plantaris muscle) 또는 족척근(足蹠筋)은 종아리뒤칸의 얕은층 근육 중 하나이다. 장딴지근과 가자미근의 사이에 위치한다.
얇은 근육 힘살과 길고 얇은 힘줄로 구성되어 있다. 발꿈치힘줄(아킬레스건)만큼 두껍지는 않으나 장딴지빗근의 힘줄은 그 길이가 30-45cm 정도로 인체에서 가장 길이가 긴 힘줄이다. 힘줄을 제외하면 장딴지빗근의 길이는 대략 5-10cm 정도이며 8-12%의 사람들에서는 존재하지 않는다. 장딴지근, 가자미근과 함께 종아리뒤칸에 위치하는 발바닥굽힘근 중 하나이다. 인류가 나무를 타다가 점차 이족보행을 하도록 변화하면서 호모 사피엔스에서는 비교적 덜 중요한 근육으로 여겨진다. 현생 인류에서는 주로 장딴지근과 함께 작용한다.

## 구조
넙다리뼈의 가쪽관절융기위능선 아래쪽 부분에서 시작되는데, 이 부분은 장딴지근 가쪽갈래의 이는곳보다 약간 위쪽이다. 아래안쪽으로 주행하여 무릎관절을 뒤쪽에서 지나간 뒤 먼쪽에서는 힘줄이 된다. 힘줄이 된 후에는 발꿈치힘줄에 닿으며 간혹 발꿈치힘줄과 떨어진 채로 발꿈치뼈의 안쪽 측면에 닿는다.

### 신경 분포
엉치신경에서 나온 궁둥신경의 가지인 정강신경이 장딴지빗근에 분포한다. 수축 신호 전달이 시작되는 곳은 뇌의 전두엽에 위치한 중심앞이랑(일차운동피질)이다. 위 운동 신경 세포가 자극되면 속섬유막을 지나 겉질척수로를 따라 신호가 전달된다. 가쪽겉질척수로는 속질피라미드에서 교차하여 속질피라미드 이후로는 신경 섬유들이 척수의 반대쪽에서 주행한다. 위 운동 신경 세포는 엉치신경얼기의 척수 앞뿔(척수신경 L4, L5, S1-S4의 앞가지들이 형성)에서 아래 운동 신경 세포와 시냅스한다. 아래 운동 신경 섬유는 궁둥신경을 따라 아래로 이어져 정강신경과 온종아리신경으로 나누어진다. 정강신경은 무릎관절에서 안쪽을 따라 지나간다. 정강신경이 활동전위를 받으면 장딴지빗근이 수축하여 발의 약한 발바닥굽힘과 무릎의 약한 굽힘을 일으킨다.

### 변이
장딴지빗근이 빗오금인대에서 일어날 수 있다. 장딴지근 가쪽갈래와 깍지를 끼고 맞물리거나, 장딴지빗근 섬유가 무릎뼈까지 이어지는 변이도 드물지 않게 관찰된다.

## 기능
발목관절의 발바닥굽힘과 무릎관절의 굽힘을 약하게 일으킨다.
또한 발의 위치에 관한 고유수용성감각 피드백 정보를 중추신경계로 보내는 역할을 한다는 주장이 있다. 고유수용성감각 수용체 종말기관(end-organ)의 비정상적으로 높은 농도가 이 주장을 뒷받침한다.
장딴지빗근의 운동 기능은 매우 작아 기능상의 문제가 거의 없이도 장딴지빗근의 힘줄을 다른 곳의 재건술에 활용할 수 있다. 간혹 신입 의대생들이 힘줄을 신경으로 착각하여 'freshman's nerve'라는 별명이 있다. 다른 영장류의 경우 장딴지빗근이 발로 무언가를 움켜잡는 데에 유용하게 사용된다.

## 임상적 중요성
장딴지빗근으로 인해 보통 발생하는 흔한 부상으로는 '테니스 레그'(tennis leg)가 있다. 장딴지에서 발생하는 통증이 장딴지빗근의 파열로 인한 경우도 있지만, 초음파 연구에 따르면 테니스 레그는 안쪽 장딴지근의 근육힘줄 접합부가 찢어져 발생하는 경우가 가장 흔하다고 알려졌다. 한 임상적 연구에서는 테니스 레그로 진단된 전체 141명의 환자 중 94명(66.7%)에서 장딴지근의 부분적인 파열이 일어났으나, 장딴지빗근 힘줄이 파열된 경우는 오직 2명(1.4%)뿐이었다.
달리기, 점프, 혹은 테니스, 농구, 축구 등의 스포츠 중에 특정 방향으로 빠르게 발을 움직이기 위해 한쪽 다리를 박차고 나갈 때 부상을 입을 수 있다. 장딴지빗근에만 좌상을 입는 경우는 드물며 파열되는 경우 보통 종아리뒤칸의 다른 근육 부상과 함께 일어난다. 장딴지빗근 파열의 증상에는 신체 활동 중 들릴 정도로 펑 소리가 나는 것, 붓기, 종아리 뒤쪽의 통증, 지속적인 근육통 등이 있다. 발목을 굽힐 때 통증이 느껴질 수도 있다.

## 추가 이미지

빨간색으로 표시된 장딴지빗근
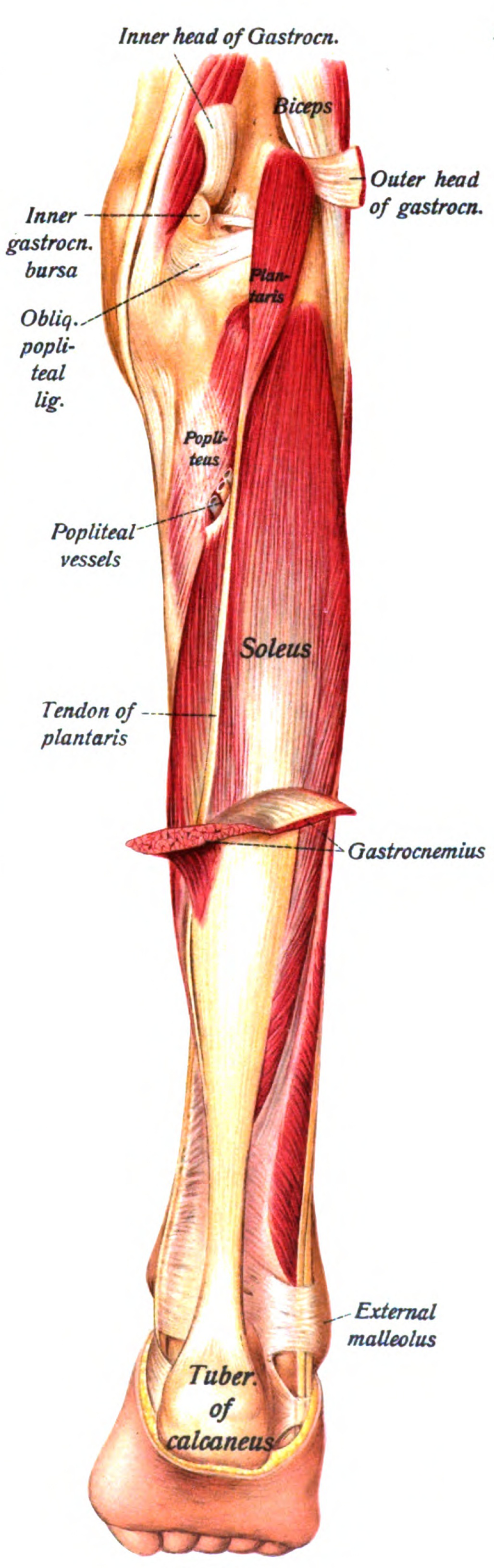
장딴지근 아래에서 관찰되는 장딴지빗근
- 해부 영상 (59초)
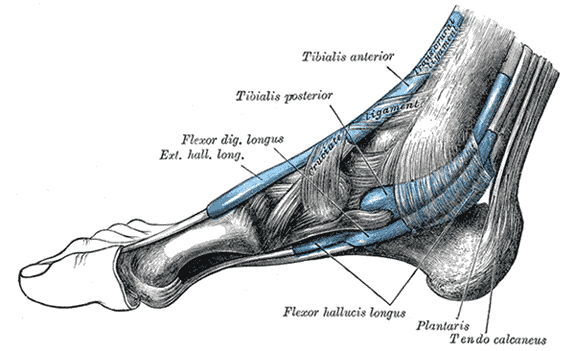
발목 주변의 힘줄의 윤활집. 안쪽에서 본 모습. 장딴지빗근의 힘줄은 우측 하단에 표시되어 있다.
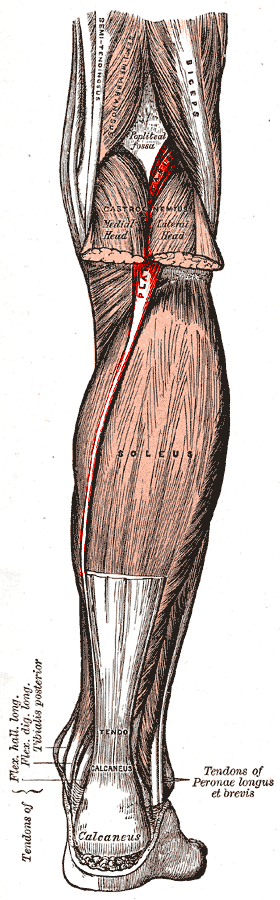
종아리뒤칸 얕은층의 근육들
종아리 중간의 단면. 장딴지빗근의 힘줄은 가자미근과 장딴지근 사이에 위치한다.
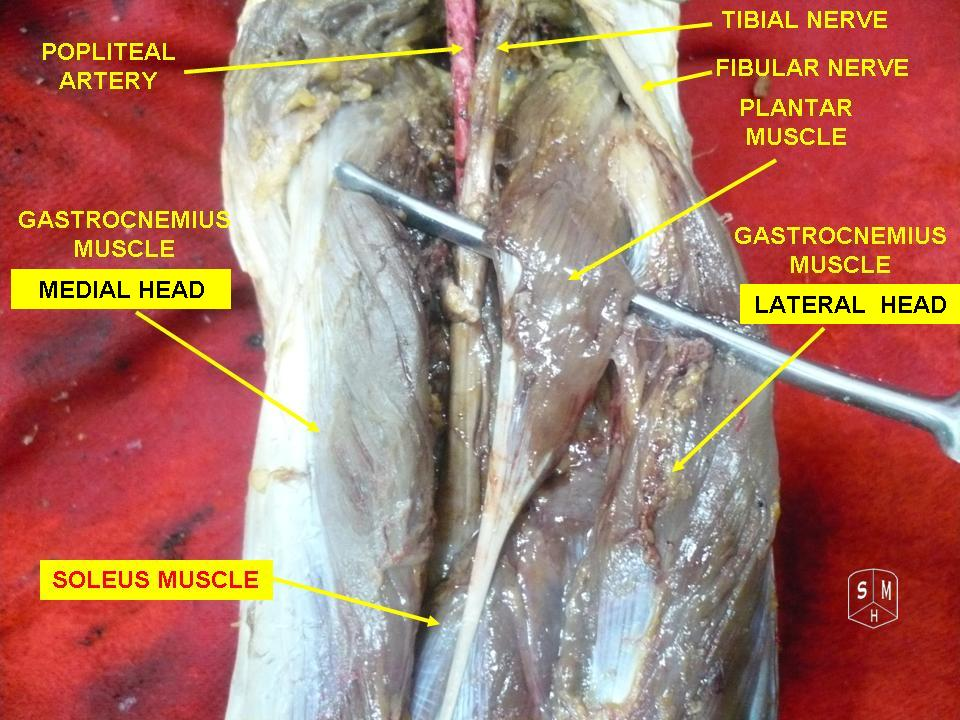
장딴지빗근
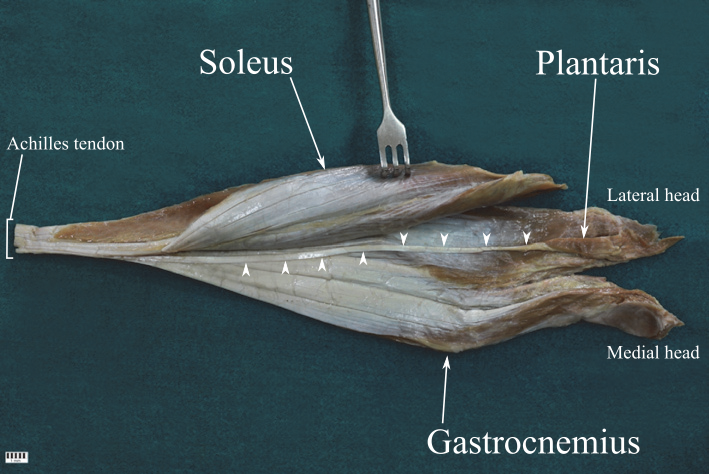
장딴지빗근의 힘줄은 가자미근과 장딴지근 사이로 주행하며 사진에서는 하얀 화살표 머리로 표시되어 있다.